# Hofstetten-Flüh
Hofstetten-Flüh is een gemeente en plaats in het Zwitserse kanton Solothurn en maakt deel uit van het district Dorneck. De plaatst grenst aan Frankrijk en is vertrekpunt voor veel wandelaars.
Hofstetten-Flüh telt 2899 inwoners. De regionale gele BLT-tram van/naar Basel doet het dorp aan.
Net buiten Flüh, aan de noordoostzijde bij de tramwegovergang, loopt het wandelpad richting Biel-Benken ca. 100 m over Frans grondgebied gemarkeerd met grensstenen.